# Liste von Sakralbauten in Bremerhaven

Stadtteile in Bremerhaven

Die Liste von Sakralbauten in Bremerhaven nennt Kirchen und andere Sakralbauten in Bremerhaven im Land Freie Hansestadt Bremen. Sie erhebt keinen Anspruch auf Vollständigkeit.

## Liste

### Christentum
| Name                                      | Ort                       | Konfession                  | Bild |
| ----------------------------------------- | ------------------------- | --------------------------- | ---- |
| St. Ansgar                                | Bremerhaven-Leherheide    | kath.                       |      |
| Auferstehungskirche                       | Bremerhaven-Surheide      | ev.-luth.                   |      |
| Bürgermeister-Smidt-Gedächtniskirche      | Bremerhaven-Mitte         | evangelisch                 |      |
| Christuskirche                            | Bremerhaven-Geestemünde   | ev.-luth.                   |      |
| Dionysiuskirche                           | Bremerhaven-Lehe          | evangelisch                 |      |
| Dionysiuskirche                           | Bremerhaven-Wulsdorf      | ev.-luth.                   |      |
| Freikirche                                | Bremerhaven-Lehe          | Ev.-Freikirche, Baptisten   |      |
| Freikirche der Siebenten-Tags-Adventisten | Bremerhaven-Geestemünde   | Ev.-Freikirche, Adventisten |      |
| Gemeindezentrum Leherheide                | Bremerhaven-Leherheide    | ev.-ref.                    |      |
| Herz-Jesu-Kirche                          | Bremerhaven-Geestemünde   | kath.                       |      |
| Herz-Jesu-Kirche                          | Bremerhaven-Lehe          | kath.                       |      |
| Johanneskirche                            | Bremerhaven-Speckenbüttel | ev.-luth.                   |      |
| Kreuzkirche                               | Bremerhaven-Geestemünde   | ev.-luth.                   |      |
| Lukaskirche                               | Bremerhaven-Leherheide    | ev.-luth.                   |      |
| St.-Marien-Kirche                         | Bremerhaven-Mitte         | kath.                       |      |
| Marienkirche                              | Bremerhaven-Geestemünde   | ev.-luth.                   |      |
| Markuskirche                              | Bremerhaven-Leherheide    | ev.-luth.                   |      |
| Martin-Luther-Kirche                      | Bremerhaven-Wulsdorf      | ev.-luth.                   |      |
| Matthäuskirche                            | Bremerhaven-Geestemünde   | ev.-luth.                   |      |
| Neuapostolische Kirche                    | Bremerhaven-Geestemünde   | neuapostolisch              |      |
| St. Nikolaus                              | Bremerhaven-Wulsdorf      | kath.                       |      |
| Pauluskirche                              | Bremerhaven-Lehe          | ev.-luth.                   |      |
| Petruskirche                              | Bremerhaven-Grünhöfe      | ev.-luth.                   |      |
| Zionkirche Weddewarden                    | Bremerhaven-Weddewarden   | ev.- luth.                  |      |

### Islam
| Name                 | Ort                                             | Bemerkungen | Bild |
| -------------------- | ----------------------------------------------- | ----------- | ---- |
| Moschee Fatih Camii  | Bremerhaven-Geestemünde, Georg-Seebeck-Straße 2 | IGMG        |      |
| Moschee Merkez Camii | Bremerhaven-Lehe, Potsdamer Straße 30           | DITIB       |      |

### Judentum
| Name                      | Ort             | Bemerkungen   | Bild |
| ------------------------- | --------------- | ------------- | ---- |
| Synagoge Bremerhaven      | Kleiner Blink 6 |               |      |
| Alte Synagoge Bremerhaven | Schulstraße 5   | 1938 zerstört |      |